# لمنة فالديزية
لمنة فالديزية (الاسم العلمي:Lemna valdesiana) هي نوع من النباتات يتبع جنس اللمنة من الفصيلة اللوفية.